# كاستيل ازارا
كاستيل ازارا (بالإيطالية: Castell'Azzara)‏ هي كومونا (بلدية) في مقاطعة غروسيتو في منطقة توسكانا الإيطالية، وتقع على بعد حوالي 120 كيلومتر (75 ميل) جنوب شرق فلورنسا وحوالي 50 كيلومتر (31 ميل) شرق غروسيتو.
تحتل منحدرات مونتي أمياتا والتي كانت ذات يوم مهمة لاستخراج الزنجفر. وكانت في البداية تحت حكم الدوبرانديسكي، ثم جزء من مقاطعة سفورزا في سانتا فيورا حتى عام 1624.

## أبرز المعالم السياحية
- قلعة روكا الدوبرانديسكا. من المباني العتيقة في المنطقة هي وبرج المراقبة.
- كنيسة سان نقولا مع بعض الأجزاء من عصر النهضة.
- كنيسة مادونا ديل روزاريو، بالإضافة إلى كنيسة صغيرة من عصر النهضة ولوحات جدارية في الحنية.
- فيلا سفورزيسكا، والتي بناها سفورزا في أواخر القرن السادس عشر

في مكان قريب، في فريزيون من سيلفينا، توجد أطلال روكا سيلفانا، وهي قلعة في الدوبرانديسكي.

## السلطة

### قائمة رؤساء البلديات
| عمدة                     | بداية الفصل الدراسي | نهاية المدة           | حزب                                              |
| ------------------------ | ------------------- | --------------------- | ------------------------------------------------ |
| أنجيلو بالدوني           | 1985                | 1990                  | الحزب الاشتراكي الإيطالي                         |
| سيرجيو باباليني          | 1990                | 1995                  | الحزب الشيوعي الإيطالي / الحزب الديمقراطي لليسار |
| لويزا رومانيولي باباليني | 1995                | 1999                  | حزب الشعب الإيطالي                               |
| إيفو ريليتي              | 1999                | 2004                  | ديمقراطيو اليسار                                 |
| مارزيو مامبريني          | 2004                | 2014                  | مستقل ( يسار الوسط )                             |
| فوسكو فورتوناتي          | 2014                | 2019                  | مستقل ( يسار الوسط )                             |
| ماوريتسيو كوبي           | 2019                | مايجب في الوضع الراهن | سيفيك                                            |

## روابط خارجية
- الموقع الرسمي
- Associazione Pro Loco Castell'Azzara